# الیاس نادران
الیاس نادران (زاده ۱۳۳۷) سیاستمدار اصولگرا و نماینده حوزه انتخابیه تهران در مجلس یازدهم بوده‌است‌.
وی نماینده دوره هفتم، دوره هشتم و دوره نهم مجلس شورای اسلامی از حوزهٔ انتخابیهٔ تهران و ری، شمیرانات و اسلامشهر از استان تهران و عضو کمیسیون برنامه و بودجه و محاسبات مجلس و کمیسیون اقتصادی مجلس شورای اسلامی و عضو پیشین سپاه پاسداران انقلاب اسلامی بوده است. او موفق به اخذ آرای کافی مردم تهران در انتخابات مجلس دهم نشد. نادران در سال ۱۹۹۶ از دانشگاه کلرمون فران فرانسه در رشته اقتصاد عمومی دکتری تخصصی گرفته است. او همچنین، عضو هیئت علمی دانشکده اقتصاد دانشگاه تهران است.

## زندگی
الیاس نادران در سال ۱۳۳۷ در شاهرود به دنیا آمد. دوران تحصیل ابتدایی و متوسطه را در شهرهای علی‌آباد کتول و قم گذراند. او در سال ۱۳۶۰ به عضویت سپاه پاسداران درآمد. وی در سال‌های ۱۳۶۴ و ۱۳۶۷ مدرک کارشناسی و کارشناسی ارشد خود را در رشته اقتصاد از دانشگاه تهران، و دکترای اقتصاد را در سال ۱۳۷۵ از دانشگاه کلرمون فران فرانسه دریافت کرد.

## جهت‌گیری‌ها
الیاس نادران در مجلس هفتم با نطق علیه هاشمی رفسنجانی پیش از انتخابات ریاست جمهوری سال ۱۳۸۴ خبرساز شد. در رای به کابینه محمود احمدی‌نژاد نیز علیه مصطفی پورمحمدی، معاون سابق وزیر اطلاعات که به عنوان وزیر کشور معرفی شده بود، سخن گفت.
در مجلس هشتم نادران در جریان زیر سؤال رفتن مدرک تحصیلی محمدرضا رحیمی، معاون امور حقوقی و پارلمانی محمود احمدی‌نژاد، در صحن مجلس مدارکی را در رابطه با اینکه رحیمی خود را «دکتر» معرفی کرده است به نمایش گذاشت و خواستار روشن شدن وضعیت مدرک تحصیلی او شد.
بعدها محمدرضا رحیمی از نادران به علت افتراء شکایت کرد و شعبه ۷۶ دادگاه کیفری استان تهران او را مجرم شناخت؛ اما این پرونده با اعتراض نادران به دیوان عالی کشور ارسال شد و نهایتاً از اتهام نشر اکاذیب تبرئه شد.
در دورهٔ ریاست‌جمهوری محمود احمدی‌نژاد نادران از کسانی بود که با برنامهٔ اقتصادی دولت مخالف بودند و خواهان تمکین دولت به قانون بود.
نادران از نمایندگانی بود که در جلسهٔ استیضاح رضا فرجی‌دانا در موافقت با استیضاح وزیر سخن گفت. او همچنین در واکنش به سخنان حسن روحانی که گفته بود «از استیضاح نگران نبوده و نیستیم چراکه دولت مسیر خود را ادامه خواهد داد»، گفت که «اگر باز هم همان ستاد جنگ سابق در وزارت علوم سیطره پیدا کند، نمایندگان مجلس برخورد جدی خواهند کرد.»
روزنامه آرمان از وی به عنوان یکی از گزینه‌های اصولگرایان در انتخابات سال ۹۶ ریاست جمهوری ایران، نام برد.
بنا به گزارش خبرگزاری ایسنا، الیاس نادران، در جلسه علنی مجلس شورای اسلامی به تاریخ یکشنبه ۱۱ دی ماه ۱۴۰۱ خبر از تقدیم استعفای خود به هیئت رئیسه، داد. وی خاطرنشان کرد "هیئت رییسه باید تقاضای استعفا را قرائت کند و اجازه تفسیر ندارد."